# Parafia Najświętszej Maryi Panny Królowej Polski w Głogowie
Parafia Najświętszej Maryi Panny Królowej Polski w Głogowie – rzymskokatolicka parafia, położona w dekanacie Głogow – NMP Królowej Polski, diecezji zielonogórsko-gorzowskiej, metropolii szczecińsko-kamieńskiej w Polsce, erygowana 2 lutego 1988. Pierwszym proboszczem oraz budowniczym kościoła był ks. prałat Ryszard Dobrołowicz.